# Eurypteridák
Az eurypteridák, vagy rendszertanilag pontatlan néven tengeri skorpiók a valaha élt legnagyobb – két méternél is hosszabb – ízeltlábúak, a kihalt Eurypterida osztály fajai, amelyek az evolúciós időskálán megelőzték az első halakat. Nem voltak valódi skorpiók: sokáig alosztályként a rákszabásúak (Merostomata) osztályába sorolták őket. A régi szakirodalom alapján ez a besorolás ma is gyakran felbukkan, de ma már külön osztálynak tartják őket.[forrás?]

## Származásuk, elterjedésük

Hat különböző eurypterida faj méretösszehasonlítása

A kambrium időszakban, mintegy 510 millió éve alakultak ki, és a perm végi kihalásban, körülbelül 248 millió éve pusztultak ki. A régebbi rendszertanok ma is élő állatok két csoportját (összesen mintegy 130 leírt fajjal) tekintették leszármazottaiknak: ezek az ostorfarkúak (Uropygi) és az ostorlábúak (Amblipygi). Az újabb rendszerekben ezeket a pókszabásúak () közé sorolják, azaz az eurypteridák utódok nélkül haltak ki.
Legismertebb nemzetségük a névadó Eurypterus, amelynek 200 fosszilis faja ismert. Ezt a nemzetséget 1825-ben James Ellsworth De Kay zoológus írta le először, felismerve az első, S. L. Mitchell által leírt eurypterida faj ízeltlábú jellegét.

## Megjelenésük, felépítésük

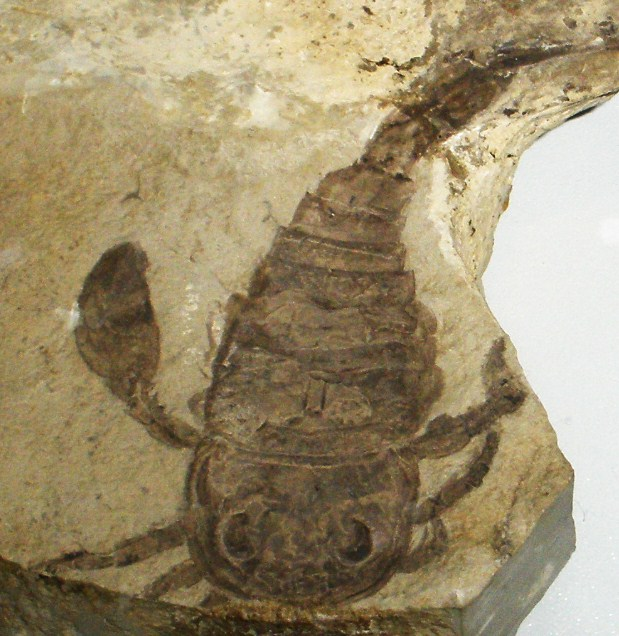
Eurypterus podolicus

Mellső lábaik a rákokéhoz hasonló, fogásra is alkalmas, erős ollóban végződtek.

## Életmódjuk, élőhelyük
Az eurypteridák a meleg partmenti vizek ragadozói voltak.
Fajaik mérete igen változatos voltak: a Pterygotus és a Hibbertopterus nemek fajai két méternél is hosszabbra nőttek, a legtöbb faj azonban nem érte el a 20 centimétert.
Bár tengeri skorpióknak nevezik őket, csak a legkorábbi fajaik éltek a tengerekben, majd áttelepültek az édesvizekbe.

## Érdekességek
2007-ben a németországi Prüm közelében 390 millió éves kőzetekben 46 centiméteres skorpióolló fosszíliájára bukkantak. A Jaekelopterus rhenaniae fajhoz sorolt egyed rekonstruált testhossza 233-259 centiméter lehetett, mintegy fél méterrel nagyobb, mint a korábban feltételezett legnagyobb ízeltlábú testnagyság.
1984-ben az Eurypterus remipes New York állami fosszíliája lett.